# Kanton Nice-4
Nice-4 is een kanton van het Franse departement Alpes-Maritimes. Het kanton maakt deel uit van het arrondissement Nice.
Het kanton omvatte tot 2014 de volgende wijk van de stad Nice:
- Les Musiciens

Na de herindeling van de kantons bij decreet van 24 februari 2014, met uitwerking op 22 maart 2015 werd het kanton uitgebreid met de wijken:
- Thiers
- La rue de France